# 清朝香港歷史
清政權是香港的歷史第一件大事是遷界令，導致宋代以來的經濟和社會發展一蹶不振。清政府於第一次鴉片戰爭戰敗後，香港島割讓予英國。本身為香港嶺南大學副校長的香港立法會議員劉智鵬曾表示在英國佔領香港以前的新安縣是廣州府內除了省城最繁華的縣，劉智鵬亦指出清廷在乾隆年間已建成通行馬匹的大道由尖沙頭村（今尖沙咀），經瀝源、大埔墟、萊洞及南頭新安縣城前往廣州城，並在上述地方設置郵鋪，與今日的廣深港高速鐵路及東鐵綫平行，道路的寬闊能媲美梅關古道。
當時香港屬南頭管轄:14。

## 建置
崇禎十七年（1644年），明朝被李自成所滅後，香港地區仍為南明的管轄範圍。至隆武二年（1646年）十二月十五，清朝將領李成棟帶軍攻陷廣州，香港地區納入清朝領土。然而，明昭宗永曆二年（1648年）四月十五，李成棟轉投南明，香港地區一度歸回南明管轄，同年新安縣一帶旱災，人口大減。但永曆四年（1650年，順治七年）十一月初二，清朝的尚可喜及耿繼茂重奪廣東，香港地區則繼續屬廣州府新安縣管轄。
南明永曆年間，參將李萬榮曾於荃灣北部的城門谷至針山一帶建石城抗清，失敗後率餘部到魔鬼山向駛經鯉魚門的船隻勒索過路錢。

### 遷界與復界
清廷為防沿海居民接濟明朝遺臣鄭成功，遂於康熙元年（1662年）下令遷海，沿海居民須向內陸遷徙50里，範圍包括大部份香港地區。遷海後使當地居民家園盡失、人去樓空、漁鹽業廢置及田園荒蕪。加上實施海禁，香港本區受嚴重影響。遷界的惨痛记忆依然在嘉庆年间生活的林氏族人在族譜中的记述记叙下来。康熙五年（1666年），朝廷更一度將新安縣併入東莞縣。
由於沿海居民深受遷海之苦，廣東巡撫王來任、廣東總督周有德請求復界。康熙八年（1669年）朝廷終允復界，本區居民陸續遷回，至康熙廿二年（1683年）完全解除海禁。因此新界五大家族於上水設立報德祠恭奉兩公；錦田鄉民(主要為鄧氏)亦於1685年於水頭村建周王二公書院(又稱周王二公祠)，並每十年打醮一次以作酬謝。
然而，復界後起初遷回原居地的人不多，因此官府鼓勵江西、福建以及惠州、梅州的客家人入遷香港地區。不過，由於較為理想的土地如元朗、粉嶺已被遷界前已定居在此的新界原居民擁有。五大族以外，復界後回港的有遷界前已经居住屯門的陶姓、蒲崗的林姓、衙前圍的吳姓、龍躍頭的温姓、鹿頸的朱姓、大浪西灣的黎姓、石壁的徐姓和復界后回港的氏族有白沙澳的翁姓、大嶼山的何姓、塔門的蓝姓。就在九龙定居生活的原居民而言，復界后的康熙末年能有自我保护的能力反而是安稳的因素。復界后数年的1676年，海盗攻陷彭莆围，杀戮林氏村民。海盗戮村前已外出的极少数村民幸存。幸存村民的后裔、与蒲崗林姓相关的竹園林氏較迅速恢復了其在九龍的勢力，甚至因土地不敷居住，分支了部分竹園族人至蒲崗村土地。另一方面，吳姓在族谱中因遷界而四代祖先无从稽考，直至1724年在衙前圍村才定居下来。

### 鴉片戰爭序幕
清朝中葉，隨著清朝與外國有更多接觸，接近當時貿易中心廣州的香港也成為了各國商船的停留點之一，當中以瀑布灣最為著名。而朝廷亦加強對香港一對的軍事防衛，例如設立官涌炮台等。清康熙四十三年(1704年)，政府派兵驻扎香港，准许内地人到香港垦殖谋生。
1802年英國同樣欲取得澳門為根據地，派艦隊進攻，但亦失敗，改為向香港打主意。1839年6月20日，九龍尖沙咀村發生林維喜案。英國水兵在村內醉酒鬧事；然後英國水手和尖沙咀村村民發生衝突，引發鬥毆，村民林維喜重傷不治，林則徐要求英國商務總監義律交出兇手，義律卻自行開庭判处了事。此事因而成為第一次鴉片戰爭的導火線，為香港被割讓埋下伏筆。同年11月，中英隨即爆發穿鼻之戰，英方戰敗後逃回尖沙咀，林則徐便下令軍隊駐在尖沙咀附近的官涌（今佐敦）還擊，結果成功將英軍驅逐出尖沙咀，史稱官涌之戰。

## 經濟
受遷界令影響，香港其中兩項經濟活動——種香業及煮鹽業，遭到嚴重打擊。九龍的官富場因為復界後遷來的居民不熟煮鹽，鹽場無法恢復昔日的規模，其後最終也被廢置。而種香業於復界後亦元氣大傷，到雍正年間（1723年至1735年），更因承旨購求強索香杖的縣令，令種香人家砍樹逃亡，從此香木生產一蹶不振。新遷來的移民來港多轉投漁獵、農耕和打石等行業，鹽業、養珠業和種香業無復昔日的興盛面貌。
然而，香港地區的農業並未因遷界令而受到嚴重影響。新界和南頭一些大族除了在當地擁有大片田地外，還在香港島擁有許多田地，租給佃戶耕種。錦田鄧氏收藏的《香港等處稅畝總呈》，載有其先人呈廣東各官府稟，內稱：「承祖鄧天祿所遺康熙十年墾復原遷土名覆潭、橫瀝、鹽田、大撈下……等處稅三頃六十八畝七分五厘九毫二絲五忽。又康熙二十三年，墾復原遷土名大潭、橫瀝、香港、大撈下、洛子壟等處稅三頃三十二畝一分六厘。」文中提到的覆潭、大潭、香港等地皆在香港島上。鄧氏還在香港島的黃泥涌、薄扶林擁有田地。上水廖族在掃桿埔擁有五十畝田地。南頭黃族則擁有赤柱、深水灣、淺水灣一帶的若干田地。
香港的種茶業亦在清朝達至高峰，據劉智鵬的研究，今日屯門青山的峭壁上曾出產蒙山茶，被清廷採用作為皇室貢品，此外鳳凰山的鳳凰茶、擔竿山之擔竿茶以及竹仔林清明茶亦十分有名。
另一方面，漁業是香港地區復界後重要的經濟部份。嘉慶年間，香港共有二百七十條村落，並已發展為人口繁盛的漁港。1841年參與佔領香港島的英國官員莊士敦（A. R. Johnston）曾經寫道：「赤柱村是全島最大及最重要的村落……共有房屋及商舖一百八十間……居民從事農耕、商業及腌曬鹹魚，約有農田六十畝……常有為數三百五十多艘大小船艇在此停泊。」可見當年赤柱是一個繁忙的漁港。1841年上半年，香港村是一個有二百人的大漁村，群大路是一個有五十人的漁村。當時在香港島的船民有二千人之多，相信其中不少是漁民。
康熙八年（1669年）香港新界鄧氏主持將原來位於元朗河口西岸的大橋墩墟，遷到西邊圍與南邊圍之間的地方，今稱元朗舊墟。嘉庆年间的《新安縣志》記載有圓朗墟、石湖墟、聯和墟、大步墟、長洲墟等墟名。

## 軍事

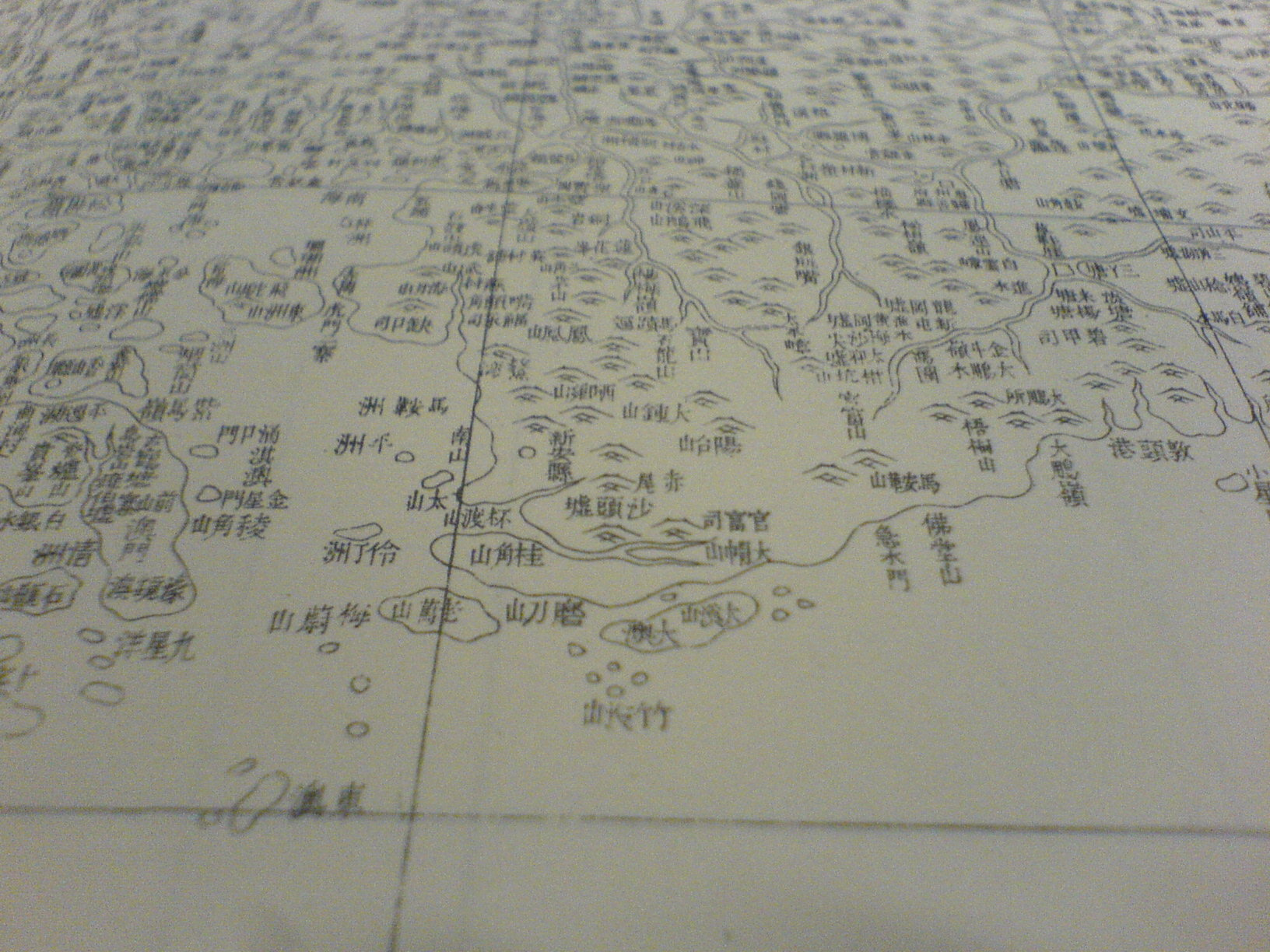
香港澳門地區圖，載乾隆二十五年（1760年）《乾隆內府輿圖》

清代對香港地區的海防更為重視。當時在這裡設防，先是為了對付鄭成功和沿海海盜（包括張保仔），後來則主要為了防禦英國。
清朝初年，清政府曾強令沿海居民內遷五十里來對付鄭成功，香港地區多屬遷界範圍。據《新安縣志》記載，1668年（康熙七年），在新安縣沿邊設置21座墩台，包括九龍墩台:5。復界時，為加強海防，曾在新安縣沿邊踏勘，設置墩台21座（包括碧頭、茅洲、咀頭角、鰲灣角、南山、聖山、屯門、大軍營、九龍、佛堂門、大埔頭、黃竹角、蔴雀嶺、鹽田、鴉梅山、東坑、西山、深圳、五通嶺、大梅沙、小梅沙，其中至少有5座在今香港地區，皆為新安營汛地。
其中聖山墩台應在今日新界之屯門青山或九逕山，當時駐有千總一名，士兵五十名（一說另有屯門墩台）；九龍墩台應在今畢架山（又稱煙墩山）與獅子山中間之九龍坳一帶）；大步頭墩台應在大埔舊墟西北之大埔頭，各駐兵三十名；麻雀嶺墩台在今沙頭角與粉嶺之間的麻雀嶺附近，駐有把總一名，士兵五十名；黃竹角墩台位於今天的大埔黃竹角咀一帶；佛堂門設置的是瞭望台，駐兵十名，其地當在今田下山半島，一說在釣魚翁與廟仔墩之間的山坳。佛堂門是水道名，清水灣半島以南對開。
康熙八年（公元1669年）元朗舊墟成立。康熙二十一年（公元1682年）當地奉命裁兵，許多墩台亦改為汛。汛，或稱營汛，為清代綠營兵勇分駐地。當時原九龍台改為九隆汛（九龍汛），駐兵十名。原大埔頭台改大埔頭汛汛，駐兵十名；原麻雀嶺台改麻雀嶺汛，把總一名，士兵二十二名。原屯門台改為屯門寨，駐千總一名，士兵三十名。但佛堂門瞭望台改為北佛堂台，駐把總一名，士兵三十名，力量有所加強。乾隆年間（公元1736年至1795年），當地仍設有屯門寨、北佛堂台、九隆汛、大埔頭汛、麻雀嶺汛。
嘉慶十五年（公元1810年），張保仔投降之後，兩廣總督百齡著手整頓防務，首先在九龍村設寨建炮台，這就是九龍寨建炮台的原因。當時在九龍寨設炮台，是由前任水師提督錢夢虎建議的。錢夢虎是浙江寧波人，他自乾隆五十七年（1792）即在廣東沿海任職，先任平海營參將（按：平海在今惠東縣，明朝設平海守衛所，離香港不遠，現仍有守衛所的城門可供遊覽），乾隆五十九年（1794）升陽江協副將，嘉慶十年（1805）任廣東水師提督。他在水師提督任內建議將佛堂門炮台移至九龍寨。他所提出的理由是：佛堂門原日的炮台，因年久失修，與其修築這座炮台，不如在九龍寨築一座炮台，因為佛堂門的炮台，孤懸海上，無陸路可通，島上又沒有村莊，不能和民眾共同防守。同時這座炮台由大鵬營管轄，佛堂門離大鵬營二百餘里，控制不能得力，將炮台移到九龍寨去，兵與民合作，對於聯絡和訊息的相通都較易，守禦亦將較為得力。當時百齡亦認為可行，但對於建炮台的費用，則用勸捐方法，即由各地守軍的軍官、地方官員和鄉紳捐款建築。
九龍寨築成炮台之後，仍由大鵬營管轄。當時已視九龍炮台為香港附近海域的軍事中心。除了在炮台上駐兵外，並在附近設汛房防守，設九龍海口汛。這九龍海口汛設於現時的官塘。官塘的得名是因為它是九龍官兵駐紮的塘汛所在地
廣東當局把香港佛堂門海峽的大砲移至九龍寨，並建砲台。此九龍炮台與康熙年間的九龍墩台地點不同。道光年間顯炳章所編《勘建九龍城炮台全案文牘》對九龍炮台本身的情況，有如下說明：「查該炮台係嘉慶十六年建造，周圍城牆共長三十一丈。垛了四十二個，每個高三尺。前面城牆馬道寬一丈三尺五寸左右，後城牆馬道寬五尺。內營房一十間，譙樓一間，派防千總一員，配台兵丁四十二名。另協防外委帶兵二十名，分駐九龍海口汛。」1817年，清在大嶼山東涌口建汛房和圍牆:468。
清政府在香港島亦有營汛。同治年間所編《廣東圖說》寫道：香港島「東有紅香爐汛，東南有赤柱汛、南灣汛」。清嘉慶年間編《新安縣志》稱，赤柱有兵把守:4。嘉慶二十四年（公元1819年）所編《新安縣志》說：「赤柱山，……有兵防守」。此書在大鵬營管轄的營汛中，已列有紅香爐汛。道光二年（公元1822年）所編《廣東通志》說，紅香爐水汛在大鵬營西，設千總，外委各一人。該迅兵丁撥配米艇巡洋。從上述史料看，至遲在1819年，香港島上已設有紅香爐汛，赤柱已有兵防守。

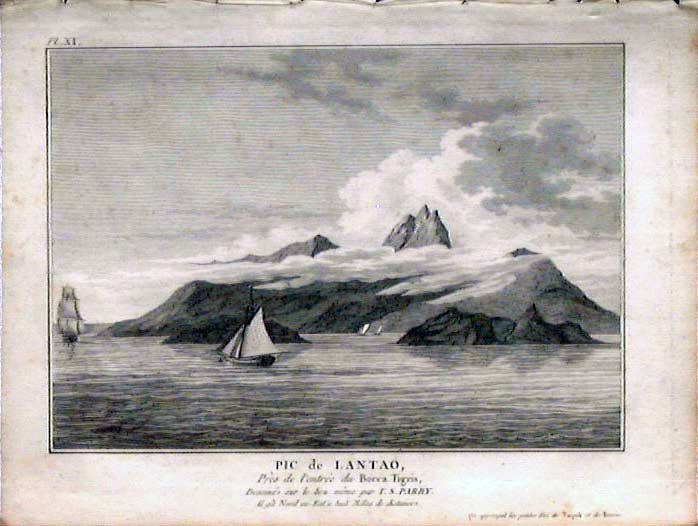
1794年的畫家筆下的大嶼山

大嶼山是香港地區第一大島，是本地區的戰略要地。康熙年間（公元1662年至1722年），清政府曾在這裡設置雞翼角炮台。該炮台的地址在今日大嶼山西南部石筍村之分流東灣。
嘉慶年間（公元1796年至1820年），英國多次入侵大嶼山附近。嘉慶七年（公元1802年），他們曾「泊兵於雞頸洋」，欲在大嶼山西南之老萬山居住。嘉慶十三年（公元1808年），又借保護澳門英商為名，對老萬山「陰圖佔據之事」。為防禦英國，清政府決定在大嶼山，西部的大澳口修築垛牆，並在大嶼山北部的東涌添設汛房和炮台。《廣東海防彙覽》一書談及大嶼山時，寫道：嘉慶二十二年（1817年），「總督蔣攸銛飭候補知府彭紹麟查勘該處，孤懸海外，為夷船必經之所，又有大澳、東涌二口可收口泊船。二處亦俱有村落，居民稠密。其東涌向無汛房，惟大澳口原設守兵十三名，雖有雞翼角炮台，派大鵬營千總一員，帶兵四十名駐紮防守。但地勢闊寬，距東涌、大澳口遙遠，勢難兼顧。請在東涌口添設建汛房八間，圍牆五十丈，抽撥大鵬營外委一員兵丁二十名分駐。並請在大澳口西面近左右村二處各建垛牆四十丈，北面汛房後亦建垛牆四十丈，以備隨時添兵架炮之用。從之」。再據《廣東通志》，該年「又於東涌口石獅山腳，建炮台二座，兵房七間，火藥局一間」。道光十一年（公元1831年），清政府將大鵬營分為左右二營，右營駐在新建的東涌所城，派守備一員駐守，加強了大嶼山的防禦力量。

### 著名海盜出現

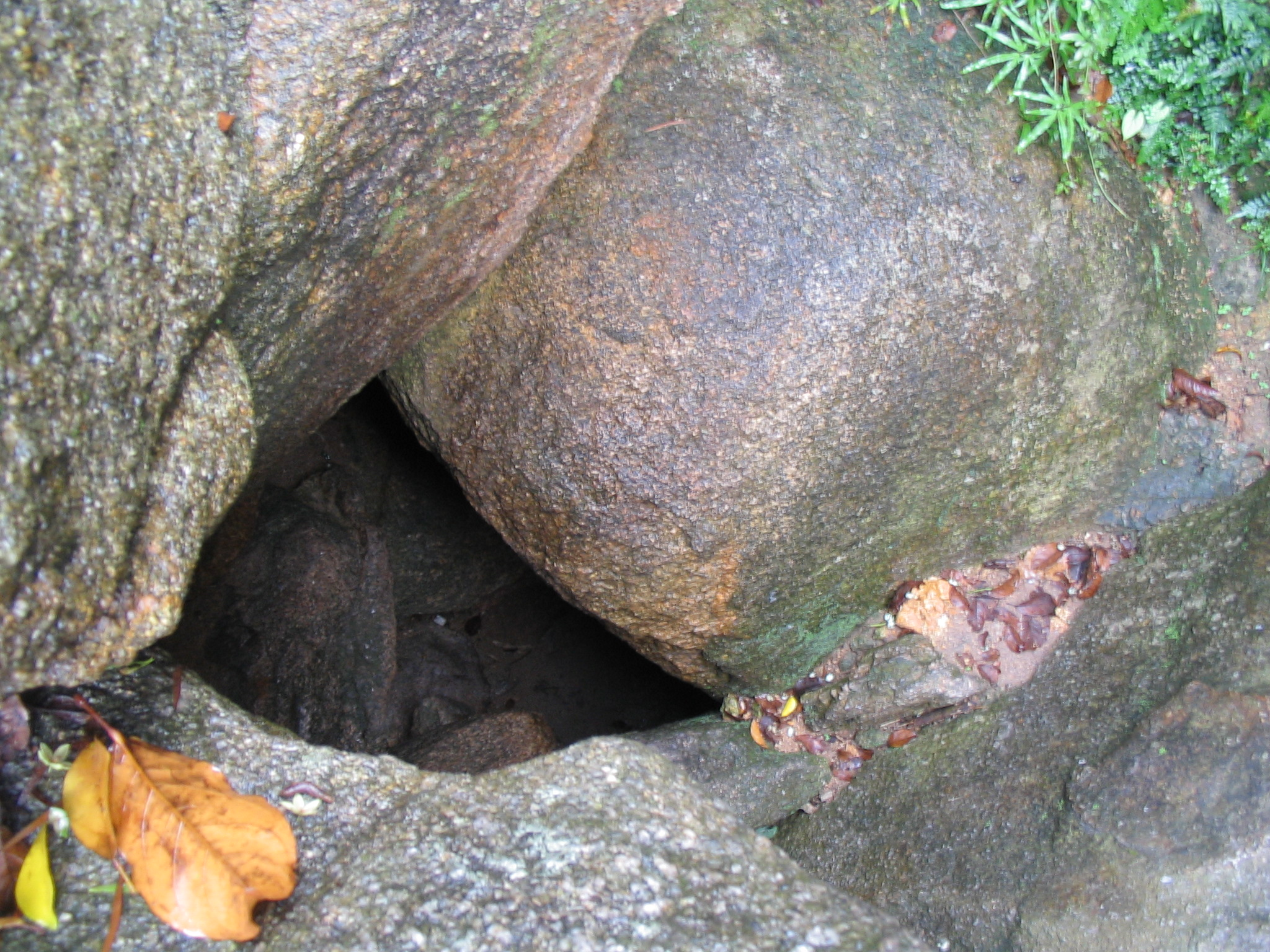
張保仔洞入口

因為經濟、交通和人口的膨脹，海盜開始自宋朝開始出現。起初是亦漁亦盜亦商的海盜，後來演變至和政治人物接洽。鄭成功戰敗退守臺灣後，殘部四散，部分流亡香港為海寇。復界后数年的1676年，海盗攻陷彭莆围，杀戮村民。海盗戮村前已外出的极少数村民幸存。清乾隆年間越南地区發生鄭阮紛爭內戰中、廣南國衰落，西山阮氏兄弟起兵爭奪政權，招引並資助香港海盜鄭七為水師將領。後來阮朝消灭西山朝，鄭七流亡返港，自此擴張香港海盜武裝勢力，分為紅、黃、藍、白、黑、青共六旗。鄭七死後由紅旗的鄭一繼承他的位置。
鄭一死後，因其妻石氏被海盜擁立為首領，帶領紅旗派。後來鄭一嫂改嫁予屬下張保仔，領導權遂歸於張保仔手中。
全盛時期，他擁領三萬多手下及數百艘船，並以南中國海的島嶼為基地。紅旗派橫行廣東水域，打劫運鹽官船，主要劫掠沿海的外國貨船。相傳張保仔饒勇多計謀講義氣，雖然橫行廣東水域，但因劫富濟貧，不滋擾貧民和漁戶，得窮人支持，百姓視他為俠盜。
清廷曾多次剿捕海盜，最大規模的一次戰役，是聯合葡萄牙在赤鱲角遭圍剿張保仔領導的紅旗海盜團。據葡萄牙文獻記載，澳葡艦隊和清艦隊與紅旗海盜主力曾經在大嶼山海面進行一場激戰。並在清嘉慶十五年，澳葡艦隊以密集的炮火下大敗紅旗派三百多艘主力武裝船於大嶼山海面。張保仔乘大霧逃離赤鱲角，繼續與清政府對峙。 	 
經過上一次大海戰，紅旗派的勢力銳減。兩廣總督百齡借招安瓦解海盜團間的協定，令黑旗、藍旗兩派攻打紅旗派。後來澳門名醫周熊飛作出調停，於是鄭一嫂帶領十多婦孺到廣州和兩廣總督百齡進行談判。1810年2月，張保接受清政府的招安條件，官封三品，派駐澎湖剿海盜。 	
但是香港依然是大小海盜的據點，要到第二次世界大戰以後才完全消失。所以例如鯉魚門北岸的魔鬼山因海盜盤踞得名，鯉魚門天后廟就是海盜的哨崗，廟內有石碑為記。赤柱可能就是客家話「賊住」的變音。至于各個小島的張保仔洞則是現在的旅遊地點。
之後，海盜十五仔和徐亞保出現。徐亞保其後被英國勢力緝獲，在流放前獄中自縊身亡。